# Ceryx hageni
Ceryx hageni là một loài bướm đêm thuộc phân họ Arctiinae, họ Erebidae.